# Bach-Quellkraut
Das Bach-Quellkraut (Montia fontana) ist eine Pflanzenart innerhalb der Familie der Quellkrautgewächse (Montiaceae). Sie kommt fast weltweit in Bächen, Gräben und feuchten Äckern vor.

## Beschreibung

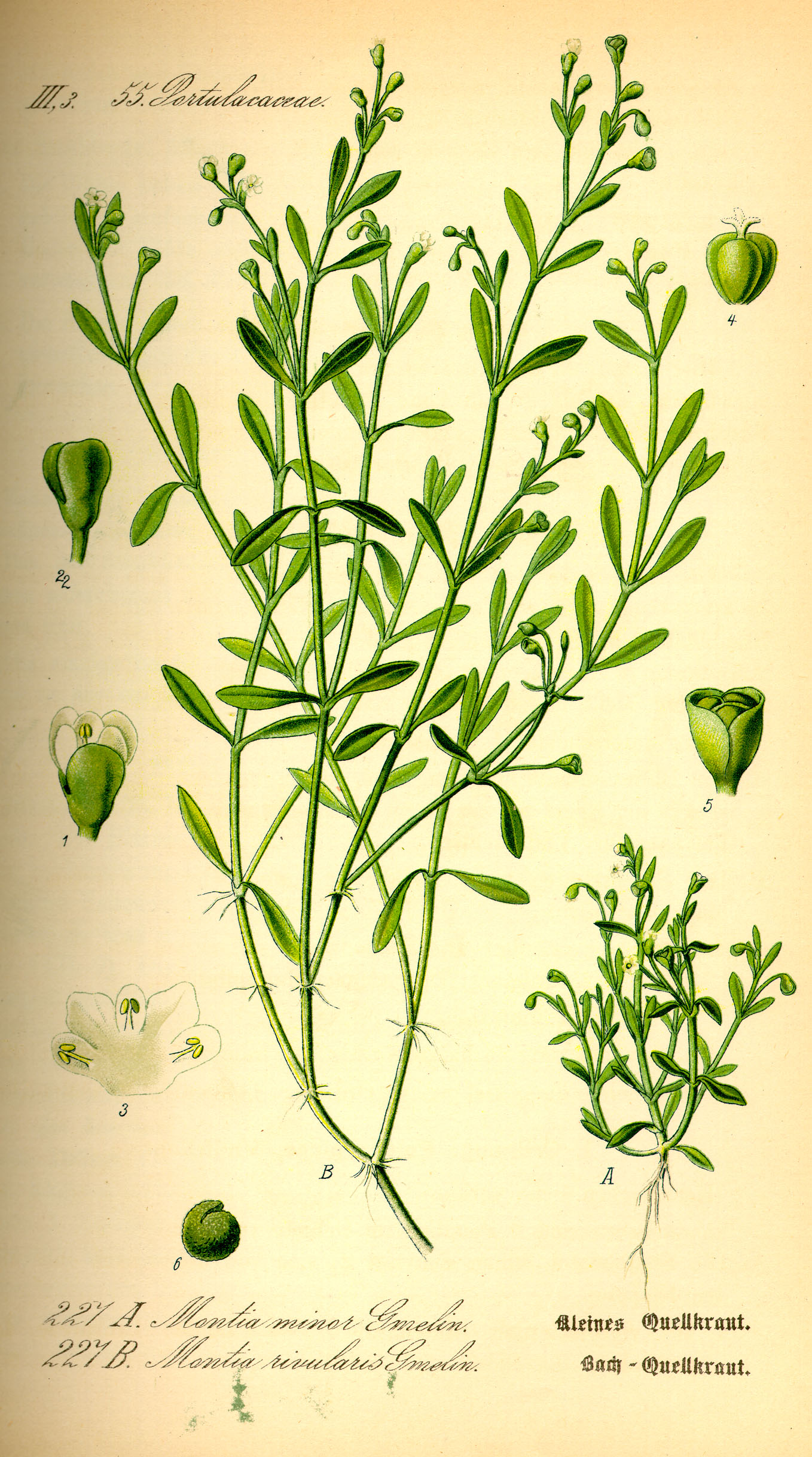
Illustration. Figur A (rechts) stellt das Acker-Quellkraut (Montia fontana subsp. chondrosperma) dar

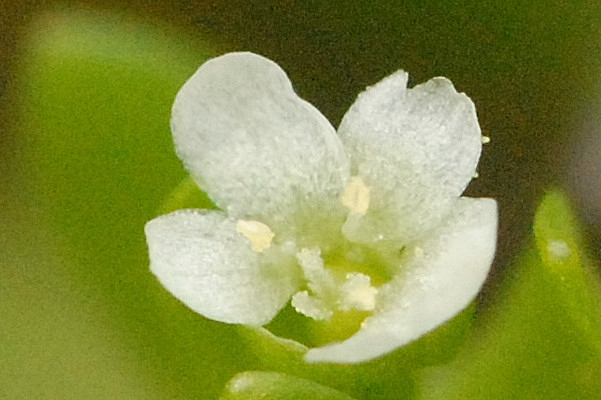
Blüte mit ungleichen, weißen Kronblättern

### Vegetative Merkmale
Das Bach-Quellkraut wächst als einjährige bis ausdauernde krautige Pflanze und erreicht Wuchshöhen von 1 bis 30 Zentimetern. Sie bilden oft kleinere Bestände bis Matten. Die Stängel sind niederliegend bis aufrecht oder manchmal im Wasser flutend und an den unteren Knoten (Nodien) kann eine Bewurzelung erfolgen.
Die gegenständigen, mehr oder weniger sitzenden Laubblätter besitzen eine Blattspreite, die bei einer Länge von 3 bis 20 Millimetern linealisch bis weit verkehrt-lanzettlich mit spitzem bis stumpfem oberen Ende und sich verjüngender Spreitenbasis.

### Generative Merkmale
Die Blütezeit reicht in Kalifornien und in Mitteleuropa von Juni bis August. Die manchmal seitenständigen, traubigen Blütenstände enthalten ein bis acht Blüten. Die untersten Blüten stehen über ein bis zwei Tragblättern.
Die zwittrigen Blüten sind radiärsymmetrisch mit doppelter Blütenhülle. Die Kelchblätter sind bei einer Länge von 1 bis 2 Millimeter rund und gestutzt. Die drei bis fünf mehr oder weniger ungleichen, weißen Kronblätter sind nur 1 bis 2 Millimeter lang. Es sind drei Staubblätter vorhanden. Der Fruchtknoten ist einkammerig. Der Griffel endet in drei Narbenlappen.
Die 1 bis 2 Millimeter lange Kapselfrucht ist dreifächerig und enthält ein bis drei Samen. Die schwarzen Samen sind 0,5 bis 1,2 Millimeter lang mit mehr oder weniger rauer Samenschale (Testa), die spitze Warzen aufweist, und sie besitzen ein rundes oder flaches Anhängsel.
Die Chromosomenzahl beträgt 2n = 18 oder 20.

## Vorkommen
Das Bach-Quellkraut kommt ursprünglich in Europa, im tropischen und im nördlichen Afrika, in der Türkei, in Sibirien, Indonesien, in Neuguinea, Australien, auf Inseln in der Subantarktis und auf Neuseeland, in Nordamerika, in Grönland, in Kolumbien, Ecuador, Peru und Bolivien vor. In Europa kommt es in fast allen Ländern vor und fehlt nur in der Slowakei, in Ungarn, der Ukraine, Moldau, Bulgarien und dem europäischen Teil der Türkei.

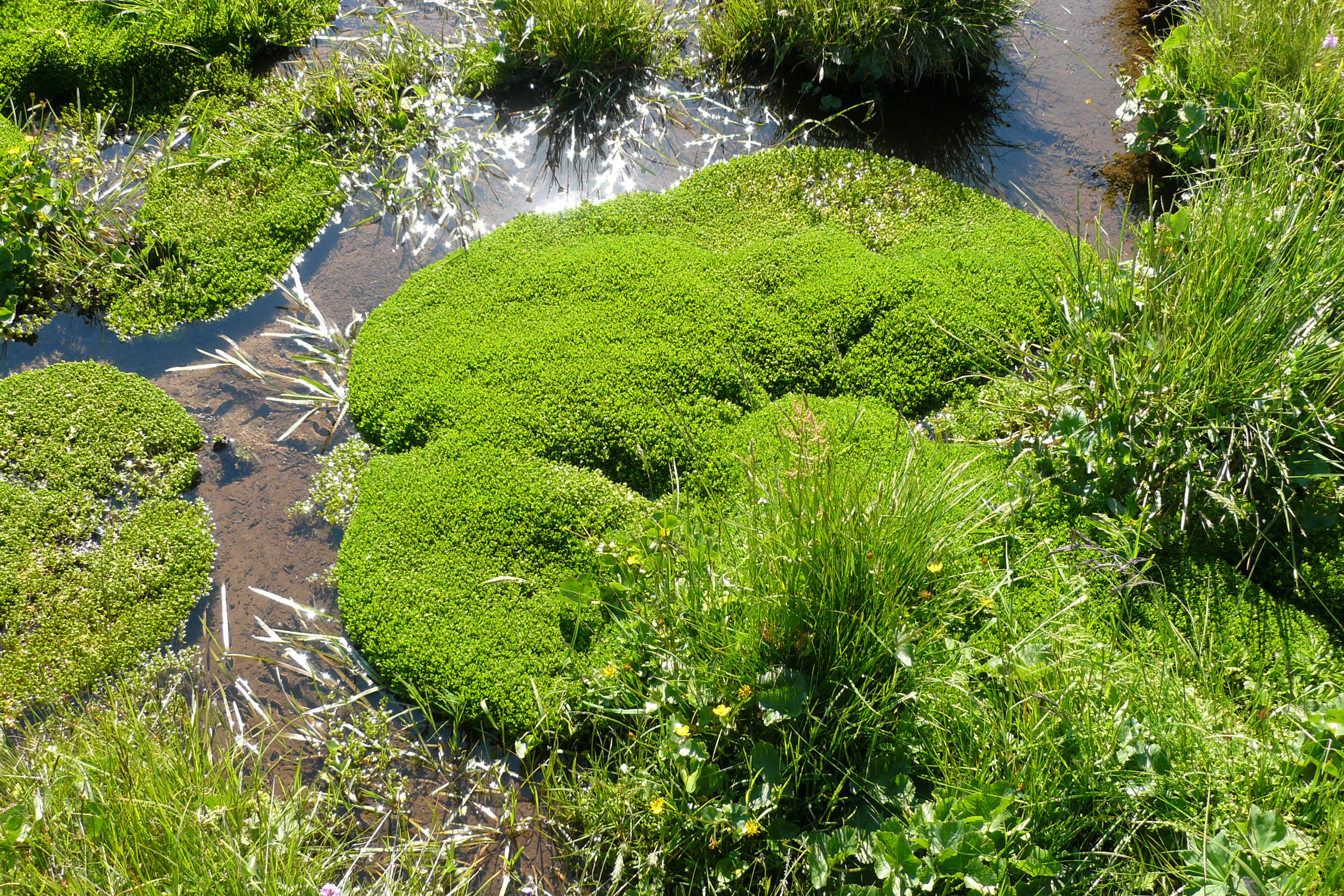
Habitus im Habitat

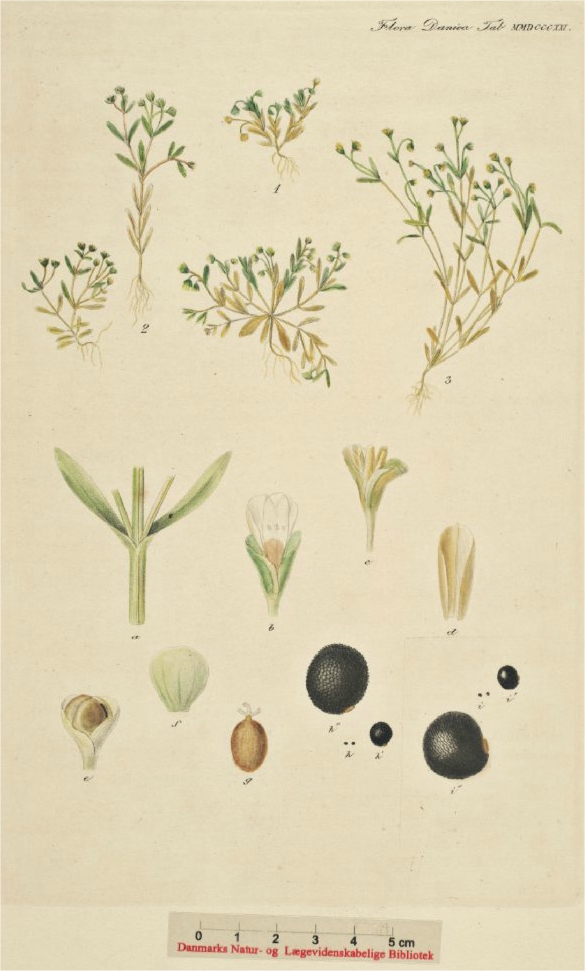
Illustration von Montia fontana subsp. chondrosperma

## Ökologie
Das Bach-Quellkraut ist eine Sumpfpflanze.
Die Blüten bleiben bei trübem Wetter geschlossen, neben der Selbstbestäubung unterliegen sie auch der Insektenbestäubung. Es erfolgt meist Selbstbestäubung (Kleistogamie).
Die fachspaltigen Kapselfrüchte bewirken eine Selbstausbreitung, indem die Samen durch Einrollung der drei Fruchtklappen und nachfolgendes Herauskatapultieren bis 2 Meter weit und bis 0,6 Meter hoch fortgeschleudert werden. Die Fruchtreife ist von Juli bis August.

## Systematik
Die Erstveröffentlichung von Montia fontana erfolgte 1753 durch Carl von Linné in Species Plantarum, Tomus I, Seite 87. Synonyme für Montia fontana L. sind: Montia verna Neck., Montia rivularis C.C.Gmel.
Beispielsweise anhand der Samenschale werden meist vier Unterarten unterschieden:
- Spitzsamiges Bach-Quellkraut[6] (Montia fontana subsp. amporitana Sennen): Bei dieser Unterart sind die Samen wenigstens am Kiel mit spitzen oder stumpfen Warzen besetzt.[6] Es kommt in Mitteleuropa gern im Montio-Philonotidetum fontanae des Verbands der kalkarmen Quellfluren (Cardamino-Montion) vor.[7] Es hat die Chromosomenzahl 2n = 20.[8] Die ökologischen Zeigerwerte nach Landolt et al. 2010 sind in der Schweiz für diese Unterart: Feuchtezahl F = 4+fw+ (nass aber stark wechselnd und im Bereich von fließenden Bodenwasser), Lichtzahl L = 4 (hell), Reaktionszahl R = 2 (sauer), Temperaturzahl T = 4 (kollin), Nährstoffzahl N = 3 (mäßig nährstoffarm bis mäßig nährstoffreich), Kontinentalitätszahl K = 2 (subozeanisch).[9] Die Unterart ist in der Schweiz ausgestorben.[9]
- Acker-Quellkraut (Montia fontana subsp. chondrosperma (Fenzl) Walters, Syn.: Montia arvensis Wallr.; Montia fontana subsp. minor (C.C.Gmel.) Schübl. & Martens non [var.]Walther 1802, nec Schrad. 1806, nom. illeg.): Es ist in Mitteleuropa eine Nanocyperion-Verbandscharakterart und kommt gern im Stellario-Scirpetum setaceae oder im Centunculo-Anthoceretum vor.[7] Die Chromosomenzahl beträgt 2n = 20.[8] Es steigt in Mitteleuropa kaum bis zu Höhenlagen von 550 Metern auf, erreicht aber im Kanton Graubünden bei Misox den höchsten Wuchsort in Mitteleuropa mit 1820 Meter.[10] In der Schweiz ist es „vom Aussterben bedroht“. Die ökologischen Zeigerwerte nach Landolt et al. 2010 sind in der Schweiz für diese Unterart: Feuchtezahl F = 4w+ (sehr feucht aber stark wechselnd), Lichtzahl L = 4 (hell), Reaktionszahl R = 2 (sauer), Temperaturzahl T = 4+ (warm-kollin), Nährstoffzahl N = 3 (mäßig nährstoffarm bis mäßig nährstoffreich), Kontinentalitätszahl K = 2 (subozeanisch).[9]
- Glanzsamiges Bach-Quellkraut (Montia fontana L. subsp. fontana, Syn.: Montia lamprosperma Cham., Montia rivularis auct.)[6]: Bei dieser Unterart sind die Samen stark glänzend und auch am Kiel glatt und ohne Warzen.[6] Es kommt in Mitteleuropa gern im Bryo-Philonotidetum seriatae der kalkarmen Quellfluren des Cardamino-Montion-Verbands vor.[7]  Die Chromosomenzahl beträgt 2n = 20.[8] Die ökologischen Zeigerwerte nach Landolt et al. 2010 sind in der Schweiz für diese Unterart: Feuchtezahl F = 5fw+ (überschwemmt aber stark wechselnd und im Bereich von fließenden Bodenwasser), Lichtzahl L = 4 (hell), Reaktionszahl R = 2 (sauer), Temperaturzahl T = 2+ (unter-subalpin und ober-montan), Nährstoffzahl N = 2 (nährstoffarm), Kontinentalitätszahl K = 2 (subozeanisch).[9]
- Montia fontana subsp. variabilis Walters: Sie kommt in Mitteleuropa oft im Montio-Philonotidetum fontanae des Verbands der kalkarmen Quellfluren (Cardamino-Montion) vor.[7]  Die Chromosomenzahl beträgt 2n = 20.[8] Sie wird auch als Synonym zu Montia fontana subsp. amporitana gestellt.[6]

## Verwendung in der Küche
Auf der Iberischen Halbinsel werden die jungen Stängel und Blätter vor der Blühphase als traditionelles Gemüse verzehrt. Bis in das 19. Jahrhundert wurde das Bach-Quellkraut in Deutschland als Wintergemüse auf Märkten angeboten und als Winzerlsalat oder Schnippchensalat in Bayern beziehungsweise Sachsen zubereitet.